# Nehmitzsee
Der Nehmitzsee liegt im Norden Brandenburgs in unmittelbarer Nähe des Großen Stechlinsees innerhalb des Rheinsberger Seengebiets. Der See bedeckt eine Fläche von 171 Hektar, hat eine mittlere Tiefe von 6,4 Metern und eine größte Tiefe von 18,6 Metern. 
Die schriftliche Ersterwähnung gab es im Jahr 1530 als Neimitz. Der Name stammt wohl vom altpolabischen *nĕm- für 'stumm' im Sinne von besonders ruhiger See. Alternative Etymologien leiten den Namen vom schon im Mittelalter wüst gewordenen Dorf Nimitz ab, was auch als „Dorf des/der Deutschen“ übersetzt werden kann.
Der buchtenreiche abflusslose See liegt nur etwa zehn Meter eingesenkt in die Sander der Fürstenberger Eisrandlage. Bis ins 18. Jahrhundert zweigte vom Nehmitzsee der zum Floßgraben ausgebaute Kleine Rhin ab, der südlich von Rheinsberg in den Rhin mündete. 1745 wurde der Polzowkanal gebaut, der den Stechlinsee mit dem Nehmitzsee verband und weiter größtenteils innerhalb alter eiszeitlicher Rinnen über den Roofensee bis zur Havel führte. Trotz des Einbaus mehrerer Schleusen kam es im Nehmitzsee zu einer Wasserspiegelsenkung größeren Ausmaßes. Die Fläche des Sees verringerte sich dabei deutlich und der Kleine Rhin fiel dauerhaft trocken. Mehrere kleine Seen in der Nähe des Nehmitzsees, wie der Wulwitz- und der Breutzensee, waren früher mit ihm verbunden. Der bereits 1786 als Wasserweg wieder aufgegebene Polzowkanal führt am Ausgang des Nehmitzsees nur noch in regenreichen Jahren Wasser.
Mitte der 1960er Jahre wurde zwischen der Nordspitze des Nehmitzsees und dem Stechlinsee das Kernkraftwerk Rheinsberg gebaut. Zur Kühlwasserversorgung des Kraftwerkes wurde der alte Polzowkanal zwischen beiden Seen erweitert und nördlich davon ein zweiter Kanal gebaut. Durch diesen Kühlwasserkanal wurde Nehmitzseewasser in den Stechlinsee gepumpt. Von dort erreichte es über den Polzowkanal wieder den Nehmitzsee. Dieser künstliche Wasserkreislauf hatte Auswirkungen auf Flora und Fauna beider Seen. Die Folgen für den Nehmitzsee waren weitgehend positiv, da er regelmäßig von klarem Stechlinseewasser durchströmt wurde. Nach Abschalten des Kraftwerks 1990 besteht der Kreislauf nicht mehr.